# Торпедо (Волзький)
«Торпедо» (рос. Футбольный клуб «Торпедо» Волжский) — російський футбольний клуб з міста Волзький, Волгоградська область. Заснований 1954 року.

## Хронологія назв
- 1954—1976 — «Енергія»
- 1976—1977 — «Торпедо»
- 1978—1979 — «Труд»
- 1980—2007 — «Торпедо»
- 2008—2014 — «Енергія»
- з 2019 — «Торпедо»

## Кольори клубу
| Жовтий | Синій |

## Історія
Футбольна команда «Енергія» заснована 1956 року в місті Волзький.
У 1958 році команда дебютувала у першій групі Класу «Б» чемпіонату СРСР. У 1963 році, після реорганізації системи футбольних ліг СРСР, переведена в третю групу Класу «Б», в якій виступала до 1969 року. У 1970 році, після чергової реорганізації футбольних ліг СРСР, позбувся місця в професіональних змаганнях та виступав в регіональних змаганнях.
Допоки в 1976 році «Торпедо» (Волзький) не стартував в четвертій групі Другої ліги. У 1978—1979 роках вистпав під назвою «Труд» (Волзький).
У чемпіонаті Росії клуб дебютував у центральній групі Першої ліги, в якій виступав до 1997 року, окрім сезону 1994 року, коли команда виступала в центральній групі Другої ліги. З 1998 року виступав в південній групі Другого дивізіону, за винятком сезону 2006 року, коли «Торпедо» виступав в Аматорському чемпіонаті.
У 2008 році волзький клуб змінив назву на «Енергію».

## Досягнення
- Першість МОА «Чорнозем'я»
  -  Чемпіон (1): 2006

- Чемпіонат РРФСР
  -  Бронзовий призер (1): 1957

- Кубок РРФСР
  - 1/2 фіналу (1): 1985

- Першість ФНЛ
  - 4-е місце (1): 1992

- Кубок Росії
  - 1/4 фіналу (1): 1992/93

- Першість ПФЛ
  -  Чемпіон (1): 1994
  -  Бронзовий призер (1): 1998

- Першість Росії серед ЛФК
  - 4-е місце (1): 2006

## Статистика виступів

### У чемпіонатах СРСР
| Сезон | Ліга                         | Місце | Примітки |
| ----- | ---------------------------- | ----- | -------- |
| 1958  | Клас «Б» СРСР, зона 1        | 16    |          |
| 1959  | Клас «Б» СРСР, зона 5        | 13    |          |
| 1960  | Клас «Б» СРСР, РРФСР, зона 3 | 9     |          |
| 1961  | Клас «Б» СРСР, РРФСР, зона 3 | 7     |          |
| 1962  | Клас «Б» СРСР, РРФСР, зона 3 | 9     |          |
| 1963  | Клас «Б» СРСР, РРФСР, зона 3 | 6     |          |
| 1964  | Клас «Б» СРСР, РРФСР, зона 3 | 9     |          |
| 1965  | Клас «Б» СРСР, РРФСР, зона 3 | 11    |          |
| 1966  | Клас «Б» СРСР, РРФСР, зона 3 | 5     |          |
| 1967  | Клас «Б» СРСР, РРФСР, зона 3 | 9     |          |
| 1968  | Клас «Б» СРСР, РРФСР, зона 3 | 9     |          |
| 1969  | Клас «Б» СРСР, РРФСР, зона 4 | 5     |          |
| 1976  | Клас «Б» СРСР, РРФСР, зона 4 | 21    |          |
| 1977  | Клас «Б» СРСР, РРФСР, зона 3 | 20    |          |
| 1978  | Клас «Б» СРСР, РРФСР, зона 3 | 20    |          |
| 1979  | Клас «Б» СРСР, РРФСР, зона 3 | 22    |          |
| 1980  | Клас «Б» СРСР, РРФСР, зона 3 | 10    |          |
| 1981  | Клас «Б» СРСР, РРФСР, зона 3 | 17    |          |
| 1982  | Клас «Б» СРСР, РРФСР, зона 3 | 14    |          |
| 1983  | Клас «Б» СРСР, РРФСР, зона 3 | 12    |          |
| 1984  | Клас «Б» СРСР, РРФСР, зона 3 | 7     |          |
| 1985  | Клас «Б» СРСР, РРФСР, зона 3 | 9     |          |
| 1986  | Клас «Б» СРСР, РРФСР, зона 3 | 12    |          |
| 1987  | Клас «Б» СРСР, РРФСР, зона 3 | 9     |          |
| 1988  | Клас «Б» СРСР, РРФСР, зона 9 | 12    |          |
| 1989  | Клас «Б» СРСР, РРФСР, зона 9 | 15    |          |
| 1990  | Клас «Б» СРСР, зона «Центр»  | 17    |          |
| 1991  | Клас «Б» СРСР, зона «Центр»  | 7     |          |

### У кубку СРСР
| Сезон   | Стадія | Примітки                  |
| ------- | ------ | ------------------------- |
| 1958    | 1/256  | Кубок СРСР, зона 1        |
| 1959/60 | 1/32   | Кубок СРСР, зона 5        |
| 1961    | 1/16   | Кубок СРСР, РРФСР, зона 3 |
| 1962    | 1/256  | Кубок СРСР, РРФСР, зона 3 |
| 1963    | 1/1024 | Кубок СРСР, РРФСР, зона 3 |
| 1964    | 1/128  | Кубок СРСР, РРФСР, зона 3 |
| 1965/66 | 1/512  | Кубок СРСР, РРФСР, зона 3 |
| 1966/67 | 1/1024 | Кубок СРСР, РРФСР, зона 3 |
| 1967/68 | 1/512  | Кубок СРСР, РРФСР, зона 3 |
| 1968/69 | 1/8    | Кубок СРСР, РРФСР, зона 3 |
| 1985    | 1/2    | Кубок РРФСР               |
| 1991/92 | 1/32   | Кубок СРСР                |

### У чемпіонатах Росії
| Сезон   | Ліга                                          | Місце | Примітки                                   |
| ------- | --------------------------------------------- | ----- | ------------------------------------------ |
| 1992    | Перша ліга, зона «Центр»                      | 4     |                                            |
| 1993    | Перша ліга, зона «Центр»                      | 10    | Виліт у Другу лігу                         |
| 1994    | Друга ліга, «Центр»                           | 1     | Вихід у Першу лігу                         |
| 1995    | Перша ліга                                    | 16    |                                            |
| 1996    | Перша ліга                                    | 14    |                                            |
| 1997    | Перша ліга                                    | 21    | Виліт у Другий дивізіон                    |
| 1998    | Другий дивізіон, зона «Урал — Поволжжя»       | 3     |                                            |
| 1999    | Другий дивізіон, зона «Урал — Поволжжя»       | 13    |                                            |
| 2000    | Другий дивізіон, зона «Урал — Поволжжя»       | 16    |                                            |
| 2001    | Другий дивізіон, зона «Урал — Поволжжя»       | 15    |                                            |
| 2002    | Другий дивізіон, зона «Урал — Поволжжя»       | 15    |                                            |
| 2003    | Другий дивізіон, зона «Урал — Поволжжя»       | 18    |                                            |
| 2004    | Другий дивізіон, зона «Південь»               | 7     |                                            |
| 2005    | Другий дивізіон, зона «Південь»               | 8     | Виключення з ПФЛ. Проблеми з фінансуванням |
| 2006    | ЛФЛ Росії, зона «Чорнозем'я» (МОА Чорнозем'я) | 1     | Вихід у Другий дивізіон                    |
| 2006    | ЛФЛ Росії, фінальний турнір                   | 4     | Вихід у Другий дивізіон                    |
| 2007    | Другий дивізіон, зона «Південь»               | 12    |                                            |
| 2008    | Другий дивізіон, зона «Південь»               | 9     |                                            |
| 2009    | Другий дивізіон, зона «Південь»               | 7     |                                            |
| 2010    | Другий дивізіон, зона «Південь»               | 11    |                                            |
| 2011/12 | Другий дивізіон, зона «Південь»               | 16    |                                            |
| 2012/13 | Другий дивізіон, зона «Південь»               | 11    |                                            |
| 2013/14 | ПФЛ, зона «Південь»                           | 18    |                                            |
| 2019    | Третій дивізіон, зона «Чорнозем'я»            | 5     |                                            |

### У кубку Росії
| Сезон   | Раунд |
| ------- | ----- |
| 1992/93 | 1/4   |
| 1993/94 | 1/16  |
| 1994/95 | 1/16  |
| 1995/96 | 1/64  |
| 1996/97 | 1/32  |
| 1997/98 | 1/128 |
| 1998/99 | 1/128 |
| 1999/00 | 1/256 |
| 2000/01 | 1/256 |
| 2001/02 | 1/256 |
| 2002/03 | 1/256 |
| 2003/04 | 1/512 |
| 2004/05 | 1/128 |
| 2005/06 | 1/128 |
| 2007/08 | 1/128 |
| 2008/09 | 1/256 |
| 2009/10 | 1/256 |
| 2010/11 | 1/256 |
| 2011/12 | 1/256 |
| 2012/13 | 1/256 |
| 2013/14 | 1/128 |

## Відомі гравці
- Сергій Полстянов
- / Максим Шацьких
- Юрій Гудименко
- / Євген Яровенко